# Gare d'Acton
La gare d'Acton est une gare de trains de banlieue à Acton, une communauté à Halton Hills en Ontario. Elle est desservie par des trains de banlieue de la ligne Kitchener. La gare est également desservie par des autobus de GO Transit. La gare est située à l'angle de Mill Street et Eastern Avenue.

## Situation ferroviaire
La gare est située à la borne 35,6 milles (57,3 km) de la subdivision Guelph de Metrolinx, entre les gares de Guelph et de Georgetown. Un droit de passage est accordé au Canadien National pour les trains de fret sur la ligne.
Les trains qui continuent vers Kitchener sortent de l'extrémité ouest du triage de Georgetown et rejoignent à la ligne principale. Avant que Metrolinx n'achète ce segment de la ligne, des retards pouvaient survenir car l'équipe devait communiquer par radio avec les répartiteurs du chemin de fer Goderich & Exeter pour s'assurer que la ligne était dégagée. Maintenant que Metrolinx est le propriétaire de cette ligne, les retards sont minimes et le trajet dure une heure vers Kitchener.
Après Georgetown, le paysage est essentiellement rural, découpé en hameaux et en zones boisées. La gare d'Acton est un arrêt construit près de la Olde Hyde House, un ancien entrepôt qui a été construit au tournant du siècle dernier. À l'ouest d'Acton, retour au paysage rural, avant de gravir un talus et de traverser la rivière Eramosa jusqu'au centre-ville de Guelph et de s'arrêter à la gare de Guelph.

## Histoire

### Grand Tronc

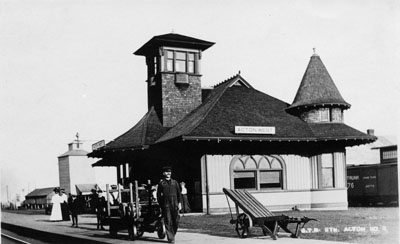
Ancienne gare d'Acton du Grand Tronc vers 1908

La gare d'Acton a été construite pour la première fois en 1856, sur la ligne du Grand Tronc entre Toronto et Sarnia. Elle ressemblait à de nombreuses gares de pierre du Grand Tronc à l'est de Toronto, sauf que celle-ci était en bois. Le bois a été utilisé pour les gares à l'ouest de Toronto dans le but d'économiser de l'argent alors que le Grand Tronc en était à ses premiers stades de croissance. Elle a été remplacée en 1908 par une structure beaucoup plus grande, comportant une grande tour centrale de forme carée et une tour cylindrique plus petite. La nouvelle gare a également été brièvement nommée « Acton West », mais a été modifiée après la fusion du Grand Tronc avec le Canadien National. À un moment donnée dans les années suivantes, la plus grande tour a été retirée. Le service de train de voyageurs a pris fin en 1967 et le nouveau service de GO Transit n'est allé que jusqu'à Georgetown. L'édicule du Grand Tronc a été probablement démoli dans les années 1970.
En octobre 1990, un des trains de la ligne Georgetown a été prolongé vers Guelph et a desservi cette gare. Étant donné qu'aucun autobus correspondait vers Kitchener, le prolongement a connu un faible achalandage, ce qui a mené le nouveau gouvernement néo-démocrate de suspendre le service.

### GO Transit
Lorsque Metrolinx a annoncé un prolongement de la ligne Kitchener en 2011, les mesures de réduction des coûts ont fait que la construction de cette gare n'a pas commencé avant la mise en service du prolongement. Au lieu de cela, les travaux ont commencé en 2012 et les trains ont commencé à desservir la gare le 7 janvier 2013.
Le 24 septembre 2014, Metrolinx a annoncé qu'elle avait acheté le tronçon entre Georgetown et Kitchener pour 76 millions de dollars. Cela a permis à l'agence provinciale de planifier le prolongement de deux autres trains aux heures de pointe jusqu'à Kitchener. Le CN continue cependant de posséder le tronçon entre Georgetown et Bramalea. Ceci et le fait que la ligne est restreinte par le développement et qu'il est peu probable qu'elle soit élargie au-delà de deux voies signifiait que ce tronçon resterait un goulot à moins que des mesures extraordinaires, comme un contournement de fret entre Miton et Bramalea, ne soient envisagées.
En septembre 2021, Metrolinx a annoncé le lancement d'un projet pilote prolongeant un seul train vers l'ouest de Kitchener à London, desservant des arrêts à Stratford et à St-Marys.

## Service aux voyageurs

### Accueil

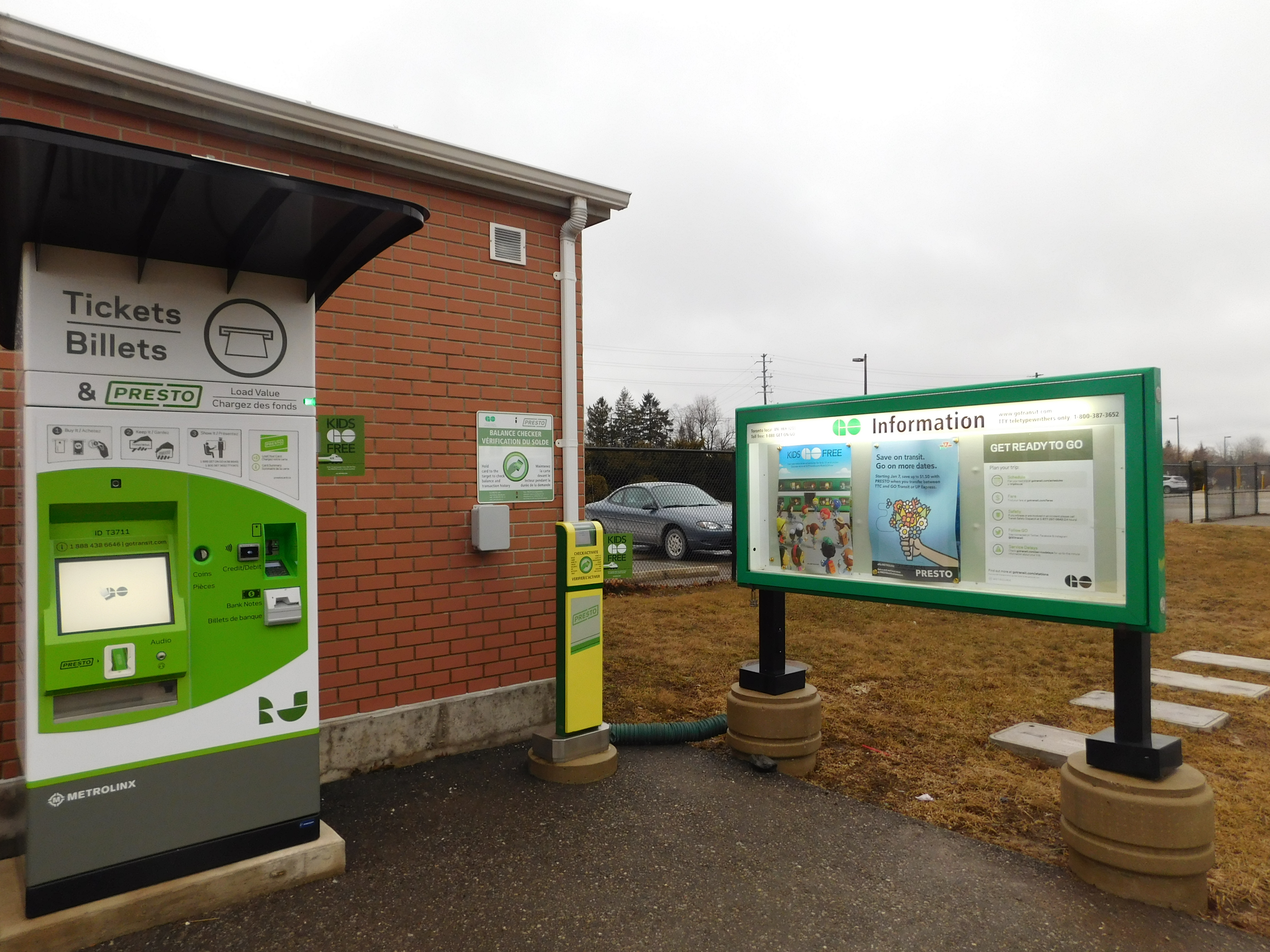
Distributeur automatique de la gare d'Acton

La gare d'Acton est une gare sans personnel. Les passagers de GO Transit peuvent acheter un billet et recharger leur carte Presto au distributeur automatique. Les cartes de crédit et les portefeuilles mobiles sont acceptées aux valideurs de GO Transit depuis août 2022.
La gare est équipée d'un abri de quai chauffé, d'un téléphone payant, et de Wi-Fi. La gare est accessible aux fauteuils roulants.
La carte Presto n'est pas acceptée pour un trajet au-delà de la gare de Kitchener. Les passagers qui prennent un train vers Stratford, St-Marys ou London doivent acheter un billet sur le site web de GO Transit, et valider le billet dans leur téléphone cellulaire.

### Desserte
Les trains de la ligne Kitchener desservent la gare toutes les heures en semaine, sauf les heures de pointe en sens inverse. La ligne de bus 31 dessert la gare pour le trajet entre Toronto et Guelph lorsque le train n'est pas en service, et la ligne 33 relie entre North York de Toronto et l'Université de Guelph.

### Intermodalité

#### GO Transit
- 31 Georgetown (tous les jours)
  - Direction est vers la gare Union de Toronto
  - Direction ouest vers l'Université de Guelph
- 33 Guelph / North York (lundi au vendredi)
  - Direction est vers le terminus York Mills
  - Direction ouest vers l'Université de Guelph

#### Transport adapté
ActiVan de la ville d'Halton Hills est un service de transport adapté destiné aux personnes âgées de 65 ans et plus et aux personnes handicapées résidant à Halton Hills. Le service est offert du lundi au vendredi, de 7h30 à 18h, et samedi et dimanche, de 8h à 16h. Aucun service n'est offert les jours fériés. La réservation se fait en ligne ou par téléphone.